# Ordem de Pirogov
A Ordem de Pirogov (em russo: Орден Пирогова, tr. Orden Pirogova) é uma condecoração estatal da Federação Russa, instituída pelo Decreto Presidencial nº 404 de 19 de junho de 2020, "Sobre a criação da Ordem de Pirogov e da Medalha de Lucas da Crimeia".
A ordem recebe o nome do cirurgião, cientista e pedagogo russo Nikolai Ivanovich Pirogov (1810–1881), considerado o fundador da cirurgia de campanha militar e da cirurgia como disciplina científica.
A condecoração é concedida a cidadãos russos por bravura no atendimento médico em situações de emergência, epidemias, conflitos armados e outras circunstâncias de risco, por méritos na prática médica, pela organização eficiente do diagnóstico, prevenção e tratamento de doenças altamente perigosas, e pelo fortalecimento da saúde pública, prevenindo doenças infecciosas e não infecciosas.
Em casos específicos previstos no estatuto, estrangeiros podem receber a honraria por prestar assistência médica em situações complexas, tratar doenças perigosas, contribuir para a pesquisa científica de instituições médicas russas e por outros méritos.
O lema da Ordem de Pirogov é: "Misericórdia, dever, dedicação".
O sistema de premiações da URSS não possuía nenhuma condecoração estatal com o nome de Pirogov. No entanto, a ideia de criar a Ordem de Pirogov foi proposta pela primeira vez durante a Grande Guerra Patriótica e debatida em alto nível no período pós-guerra.  
Esboços da ordem foram desenvolvidos por diversos artistas e arquitetos soviéticos, mas nenhum projeto chegou a ser implementado.  
A criação da Ordem de Pirogov na Rússia moderna ocorreu no contexto da pandemia de COVID-19, sendo os primeiros agraciados profissionais da área médica e voluntários que se destacaram no combate à propagação do coronavírus.

## Contexto histórico

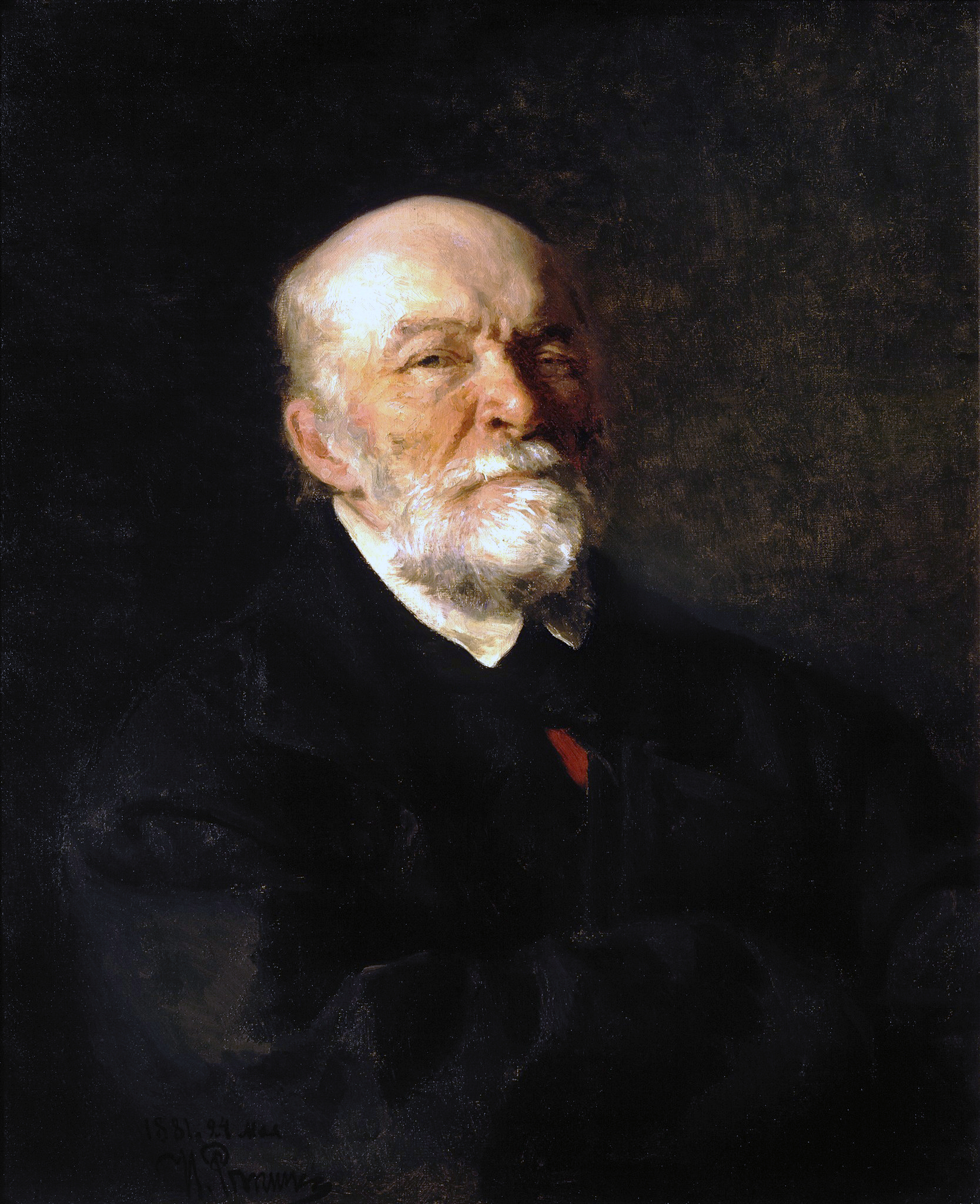
Retrato de Nikolai Pirogov por Ilia Repin, 1881

Nikolai Ivanovich Pirogov nasceu em 13 (25) de novembro de 1810, em Moscou. Em 1828, formou-se na Faculdade de Medicina da Universidade Imperial de Moscou e, entre 1828 e 1832, especializou-se em cirurgia no Instituto de Professores da Universidade Imperial de Dorpat, destinado à formação de futuros professores para as universidades russas.
Em 1833, Pirogov obteve o título de doutor em medicina e, em 1836, foi eleito professor de cirurgia teórica e prática na Universidade Imperial de Dorpat. Dez anos depois, tornou-se membro correspondente da Academia de Ciências de São Petersburgo.
Pirogov é considerado o fundador da cirurgia de guerra  e um dos pioneiros da cirurgia como disciplina científica na medicina. Ele foi o primeiro no mundo a utilizar anestesia em um ambiente de guerra, durante a Batalha de Saltin em 1847.
Durante a Guerra da Crimeia, atuou como principal cirurgião de Sebastopol, cidade que permaneceu sob cerco por 11 meses. Nos anos seguintes, trabalhou como consultor nos campos de batalha da Guerra Franco-Prussiana (1870–1871) e da Guerra Russo-Turca (1877–1878).
Em 1854, ao tratar soldados feridos na defesa de Sebastopol, Pirogov foi o primeiro na história da medicina russa a aplicar talas de gesso rígidas em um contexto militar. Em suas pesquisas, ele também destacou a importância da medicina preventiva, da integração entre tratamento e evacuação dos feridos e da triagem de pacientes.
Pirogov faleceu em 23 de novembro (5 de dezembro) de 1881. Seu nome foi dado a diversas instituições médicas, incluindo a Universidade Nacional Russa de Pesquisa Médica.

## Pré-requisitos para o surgimento e estabelecimento da ordem

### Projeto soviético da Ordem de Pirogov
O historiador e falerista Valery Durov destacou que a ideia de criar uma ordem em homenagem a Pirogov como condecoração para oficiais médicos surgiu durante a Grande Guerra Patriótica. Na mesma época, discutia-se a restauração das Cruzes de São Jorge para soldados, a criação da Ordem de Denis Davydov para premiar partisans e até mesmo a introdução da Ordem da Estrela de Ferro, como contraponto à Cruz de Ferro alemã. Nenhum desses projetos, no entanto, foi implementado.
O doutor em história e professor S. S. Ilizarov observou que, ao estudar documentos do Departamento de Ciência do Comitê Central do PCUS referentes ao período de 1942–1953, descobriu-se que houve planos para instituir condecorações estatais destinadas a cientistas em reconhecimento aos seus feitos na ciência e na educação. Entre as propostas, estavam ordens com os nomes de Mikhail Lomonosov, Dmitri Mendeleev, Nikolai Pirogov e Ivan Pavlov.
"O primeiro impacto ao conhecer a história dessa tentativa frustrada de criar um sistema de ordens para cientistas foi chocante, pois mais um traço marcante do passado ressurgia das sombras – um passado que talvez fosse melhor esquecer do que recordar", escreveu o pesquisador.
Ilizarov chama atenção para documentos do Departamento de Propaganda e Agitação do Comitê Central do PCUS sobre os projetos das ordens Lomonosov, Mendeleev, Pirogov e Pavlov, destacando um relatório endereçado ao secretário do Comitê Central, Andrei Zhdanov. Segundo o pesquisador, esses materiais fornecem informações suficientes para compreender os principais aspectos da tentativa de criação dessas novas condecorações.
"De acordo com os autores do relatório do Departamento de Propaganda e Agitação do Comitê Central do PCUS, datado de 2 de julho de 1946, a proposta foi feita em cumprimento a uma instrução anterior do Secretariado do Comitê Central, tendo sido previamente debatida dentro da estrutura do partido. A data exata da reunião não é conhecida, mas supõe-se que tenha ocorrido em 1944 (não depois de abril de 1945), pois foi nesse encontro que se determinou a elaboração dos esboços das ordens", escreve Ilizarov. O pesquisador também observa que a maioria dos esboços encontrados data de 1945.
Outro documento relevante é um memorando secreto do presidente do Comitê de Assuntos do Ensino Superior da URSS, Sergei Kaftanov, datado de 7 de maio de 1945 e enviado ao secretário do Comitê Central, Georgi Malenkov. O texto menciona a proposta de levar ao governo a criação de "medalhas em homenagem a cientistas russos de destaque". "Se Kaftanov não cometeu um deslize, pode-se supor que a ideia inicial era instituir apenas medalhas", conclui Ilizarov.

Alguns esboços da Ordem de Pirogov foram preservados, criados pelo pós-graduando da Academia de Arquitetura Mikhail Pershin, pelos arquitetos e artistas A. K. Barutnev e Yakov Rubanchik, pelo arquiteto Alexey Lanceray e pelo artista A. E. Lopukhin. Ilizarov considera os projetos de Lanceray os mais expressivos e monumentais. Já os trabalhos de Barutnev, Rubanchik e Pershin se destacam por sua originalidade, enquanto os esboços de Lopukhin são descritos como "ecléticos em arquitetura e excessivamente chamativos em suas cores".
De acordo com o projeto do estatuto, a Ordem de Pirogov soviética seria concedida a cientistas "por realizações excepcionais no campo das ciências médicas e pelo sucesso na formação de profissionais altamente qualificados". A condecoração teria duas classes:
- A Ordem de Pirogov de 1ª classe seria destinada a acadêmicos, membros titulares de academias de ciências e doutores em ciência "por estabelecer uma nova linha de pesquisa científica com impacto significativo no desenvolvimento da ciência", "por descobertas e invenções notáveis que marcaram uma nova etapa na teoria e prática da medicina" e por outras contribuições.
- A Ordem de Pirogov de 2ª classe poderia ser concedida tanto a candidatos elegíveis à 1ª classe quanto a membros correspondentes das academias de ciências, professores sem doutorado, candidatos a doutorado, docentes, pesquisadores de institutos científicos e professores universitários. As justificativas incluíam "pesquisas experimentais e teóricas notáveis que representaram uma grande contribuição para o avanço da ciência" e "grandes descobertas e invenções que tiveram um impacto significativo na teoria ou na prática médica".[10]

A Ordem de Mendeleev seria a premiação superior à Ordem de Pirogov, enquanto a Ordem de Pavlov ocuparia uma posição inferior.
Ao abordar as razões pelas quais a Ordem de Pirogov e outras premiações similares nunca foram implementadas, S. S. Ilizarov ressalta que "só é possível construir explicações plausíveis". Segundo ele, a intenção era estabelecer as condecorações como parte das comemorações da vitória da URSS na Segunda Guerra Mundial e dos 220 anos da Academia de Ciências da URSS, mas os projetos não foram concretizados a tempo. "Logo, sobre a intelectualidade soviética começaram a pairar sombras cada vez mais sombrias e, em 28 de abril de 1947, a questão das ordens foi arquivada, onde permaneceu oculta por quase meio século", conclui o pesquisador.
O acadêmico da RAN Aleksandr Nozdrachyov e o candidato em ciências médicas E. L. Polyakov discordam parcialmente da interpretação de Ilizarov. Eles destacam que a tentativa de instituir prêmios com os nomes de cientistas russos não estava apenas ligada ao aniversário da Academia de Ciências da URSS, mas também fazia parte de um processo mais amplo de restauração e promoção de antigas tradições nacionais russas que haviam sido abolidas. "Ainda não está claro por que uma ideia tão bem fundamentada, acompanhada de esboços detalhados e logicamente consistente, nunca foi implementada", observam os estudiosos.

### A Ordem de Pirogov no sistema de premiação da Rússia
Até 2020, nem a Rússia nem a URSS possuíam ordens especializadas para premiar méritos na área médica, tampouco condecorações que levassem o nome de Nikolai Pirogov. Durante o período soviético, profissionais da saúde recebiam os títulos honoríficos de "Médico Homenageado da RSFSR" e "Médico do Povo da URSS". Na Federação Russa, títulos semelhantes foram instituídos, como "Médico Homenageado da Federação Russa" e "Trabalhador da Saúde Homenageado da Federação Russa".  
A Ordem de Pirogov foi criada como uma condecoração pública em 17 de abril de 2004 pela Academia Europeia de Ciências Naturais. A agência de notícias "RIA Novosti" classificou essa premiação como "uma das mais prestigiadas no meio médico". 
Em 2014, a Sociedade Russa de Historiadores da Medicina propôs a criação da Medalha Pirogov como uma premiação do Ministério da Saúde da Rússia. Os proponentes acreditavam que a medalha poderia ser concedida a médicos, cientistas, professores e profissionais da área de saúde "por conquistas excepcionais em suas atividades profissionais, científicas, pedagógicas e terapêuticas".

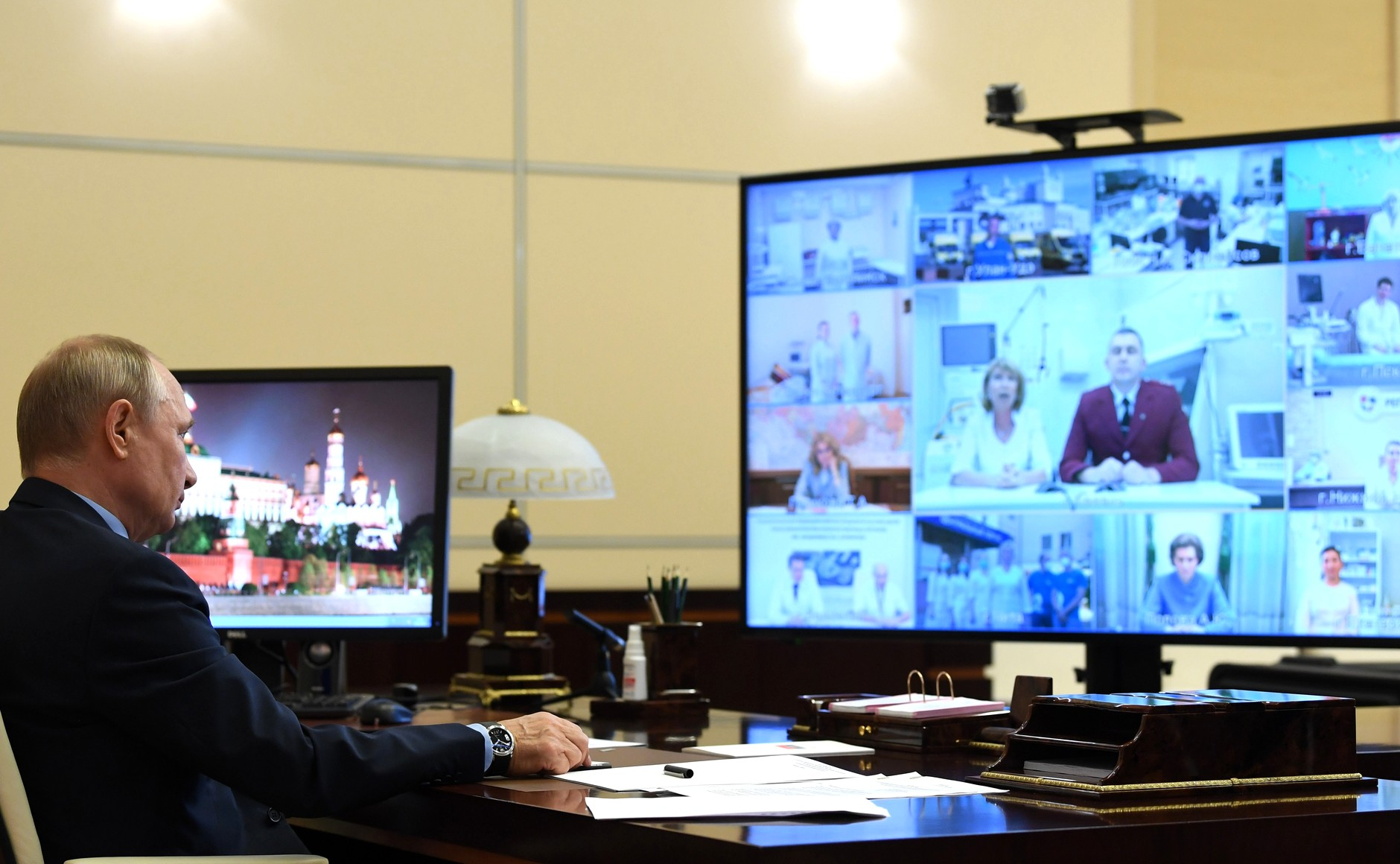
Vladimir Putin em uma reunião com profissionais de saúde via chamado de vídeo, Kremlin, 20 de junho de 2020

Em dezembro de 2019, ocorreu um surto de infecção por coronavírus COVID-19 na cidade de Wuhan, província de Hubei, na China, causado pelo vírus SARS-CoV-2. Em 30 de janeiro de 2020, a Organização Mundial da Saúde (OMS) declarou o surto como uma emergência de saúde pública de importância internacional e, em 11 de março, classificou a situação como uma pandemia.  
Na Rússia, casos de COVID-19 foram confirmados em todas as subdivisões do país até meados de abril de 2020. Em 26 de maio, o presidente Vladimir Putin afirmou que o pico da epidemia no país havia sido superado. No mês seguinte, a vice-primeira-ministra Tatyana Golikova declarou que o maior número de novos casos foi registrado em 11 de maio, quando foram confirmados 11.656 novos infectados em um único dia.  
Até o final do verão de 2020, o número oficial de mortes por COVID-19 na Rússia ultrapassou 17 mil. No entanto, as estatísticas divulgadas pelo governo sobre o total de infectados e mortos foram repetidamente questionadas, inclusive por veículos de comunicação estrangeiros.
Com a disseminação da COVID-19 na Rússia, foi tomada a decisão de criar novas condecorações estatais para homenagear profissionais de saúde que se destacaram no combate à epidemia. O presidente Vladimir Putin afirmou que "realizações sem precedentes em nome do povo e da pátria são, sem dúvida, dignas de um reconhecimento especial por parte do Estado".  
Por meio do decreto presidencial nº 404, de 19 de junho de 2020, foram estabelecidos o estatuto e a descrição da Ordem de Pirogov. Segundo o jornal RBC, essa foi a primeira nova ordem criada na Rússia desde 2012, quando, em 3 de maio, o então presidente Dmitry Medvedev instituiu a Ordem da Grande Mártir Catarina. No mesmo decreto que criou a Ordem de Pirogov, também foi estabelecida a Medalha de Lucas da Crimeia.

## Estatuto

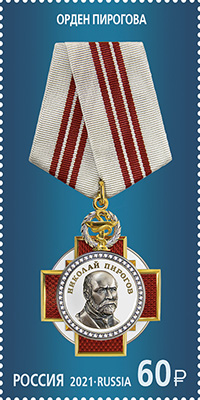
A Ordem de Pirogov em um selo postal russo de 2021 da série "Prêmios Estatais da Federação Russa"

De acordo com o estatuto da condecoração, aprovado pelo Decreto Presidencial da Federação Russa nº 404 de 19 de junho de 2020 "Sobre a criação da Ordem de Pirogov e da Medalha de Lucas da Crimeia" (com alterações pelo decreto nº 665 de 19 de novembro de 2021), a Ordem de Pirogov é concedida a cidadãos russos nos seguintes casos:
- Por dedicação na prestação de assistência médica em situações de emergência, epidemias, conflitos armados e outras circunstâncias de risco à vida;
- Por contribuições na prática médica e na organização eficiente do diagnóstico, prevenção e tratamento de doenças graves;
- Pelo fortalecimento da saúde pública e a prevenção de doenças infecciosas e não infecciosas;
- Pelo avanço da ciência médica, desenvolvimento e aplicação de métodos inovadores de prevenção, diagnóstico, tratamento e reabilitação médica;
- Pela pesquisa e desenvolvimento de medicamentos, incluindo estudos pré-clínicos e testes clínicos de novos fármacos;
- Pela formação de profissionais qualificados para o setor médico russo;
- Pela organização de serviços de emergência médica e cuidados hospitalares de alta qualidade;
- Pela prestação de serviços sociais a cidadãos necessitados, incluindo cuidados domiciliares e hospitalares;
- Pela implementação de medidas de apoio social a pessoas em situação de vulnerabilidade;
- Por contribuições pessoais à caridade e ao apoio a hospitais, clínicas e outras instituições médicas;
- Pelo desenvolvimento do voluntariado, promoção de ações humanitárias e incentivo a um estilo de vida saudável.

O estatuto também prevê que estrangeiros podem ser agraciados com a Ordem de Pirogov por assistência médica em casos clínicos complexos, tratamento de doenças perigosas, participação ativa em pesquisas médicas na Rússia e outras contribuições relevantes.
A condecoração é geralmente concedida a cidadãos russos que já possuem outra distinção estatal do país, e o estatuto permite sua concessão postumamente.
A insígnia da Ordem de Pirogov é usado no lado esquerdo do peito e, na presença de outras ordens russas, é posicionado após a Ordem do Mérito Naval. Para ocasiões especiais ou uso diário, existe uma versão miniaturizada da medalha, que também segue essa ordem de precedência. Em uniforme, a fita da ordem é fixada na barra de condecorações após a fita da Ordem do Mérito Naval. No traje civil, a fita é usada em formato de roseta no lado esquerdo do peito.

## Descrição

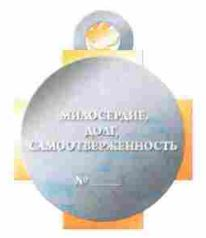
O reverso da insígnia da ordem

A insígnia da Ordem de Pirogov é confeccionada em prata e tem o formato de uma cruz reta de quatro pontas, revestida com esmalte vermelho. As bordas da cruz são delimitadas por uma fina moldura em relevo de cor dourada.
No centro da cruz há um medalhão circular de prata com uma borda em relevo, coberto por esmalte branco. A 2 milímetros da borda externa, encontra-se outra borda em relevo, e entre elas estão incrustados fianitas. No campo interno do medalhão, há um retrato em relevo de meio corpo de Nikolai Pirogov, voltado ligeiramente para a direita. Acima do retrato, está a inscrição dourada em relevo: Nikolai Pirogov (em russo: «НИКОЛАЙ ПИРОГОВ»). A cruz é sobreposta a uma base circular coberta de esmalte branco, com pirâmides posicionadas entre suas hastes. Na parte superior da cruz, há uma coroa de louros, dentro da qual está a Taça de Hipócrates — uma taça dourada envolvida por uma serpente.
o verso da insígnia, encontra-se o lema da ordem, gravado em letras em relevo: "MISERICÓRDIA, DEVER, DEDICAÇÃO" (em russo: «МИЛОСЕРДИЕ, ДОЛГ, САМООТВЕРЖЕННОСТЬ»; "MILOSERDIE, DOLG, SAMOOTVERZHENNOST"). Abaixo do lema, está o número de série da condecoração.
O distintivo da Ordem de Pirogov é conectado a um suporte pentagonal por meio de uma argola e um anel. O suporte é coberto por uma fita de seda moiré branca com três listras longitudinais vermelhas no centro. A largura total da fita é de 24 milímetros, a largura da faixa central é de 3 milímetros, enquanto as faixas laterais possuem 2 milímetros cada, com um espaçamento de 1 milímetro entre elas.
A miniatura do distintivo da Ordem de Pirogov é usada em um suporte. A distância entre as extremidades da cruz é de 15,4 milímetros. A altura do suporte, da ponta inferior ao meio da borda superior, é de 19,2 milímetros. O comprimento do lado superior é de 10 milímetros, assim como cada um dos lados laterais e os lados que formam o ângulo inferior.
Ao ser usada no uniforme, a fita da Ordem de Pirogov é apresentada em uma barra com altura de 8 milímetros e largura de 24 milímetros. Na fita em forma de roseta, é fixada uma miniatura do distintivo da ordem, feita de metal com esmalte. A distância entre as extremidades da cruz na miniatura é de 13 milímetros, e o diâmetro da roseta é de 15 milímetros.

## Cavaleiros

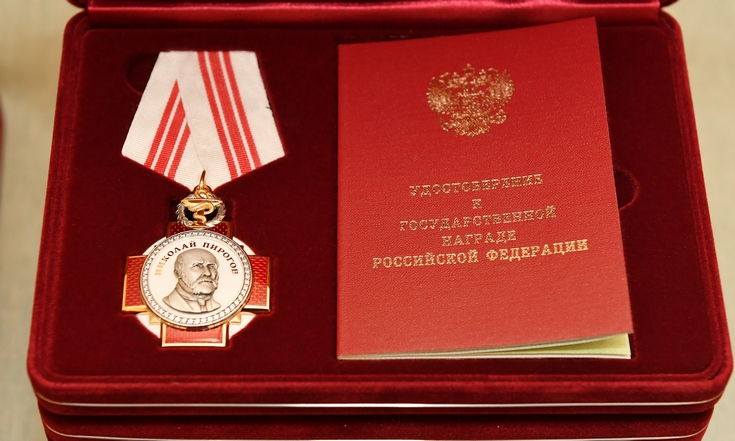
Ordem de Pirogov com certificado

As primeiras condecorações com a Ordem Pirogov ocorreram em 21 de junho de 2020, data em que se comemora o Dia do Profissional da Saúde na Rússia. Pelo Decreto Presidencial nº 407, 1175 pessoas receberam a honraria com a justificativa de "grande contribuição no combate à infecção por coronavírus (COVID-19), dedicação e alto profissionalismo demonstrados no cumprimento do dever médico". Pelo Decreto Presidencial nº 408, outras 630 pessoas foram premiadas com a justificativa de "grande contribuição no combate à infecção por coronavírus (COVID-19), trabalho abnegado demonstrado no cumprimento do dever profissional".
A imprensa destacou a condecoração póstuma de Svetlana Anurieva, residente de Karsun, Oblast de Ulyanovsk. Estudante do Colégio Médico de Karsun, ela tornou-se voluntária em fevereiro de 2019 e, durante a pandemia, distribuiu alimentos para idosos, completando, segundo o portal "Voluntários Médicos", 30 entregas em um mês. Em maio de 2020, Anurieva foi hospitalizada e diagnosticada com câncer em estágio avançado. Em 12 de maio, recebeu alta e retomou o trabalho voluntário, mas em 22 de maio foi novamente internada e faleceu em 31 de maio. Sua dedicação foi destacada por participantes da campanha nacional "Estamos Juntos" em uma reunião com o presidente. Em 29 de junho de 2020, pelo Decreto Presidencial nº 431, ela foi condecorada postumamente com a Ordem Pirogov "por sua dedicação na luta contra a infecção por coronavírus (COVID-19)".
Pelo Decreto Presidencial nº 675, a Ordem Pirogov foi concedida a Veronika Skvortsova, chefe da Agência Federal Médico-Biológica (e ministra da Saúde da Rússia de 2012 a 2020), em reconhecimento à sua "grande contribuição para o desenvolvimento da saúde pública, organização do trabalho de prevenção e controle da disseminação da infecção por coronavírus (COVID-19) e muitos anos de serviço dedicado".